# Слатке муке
Слатке муке српска је хумористичко-ситуациона телевизијска серија која се приказује од 9. децембра 2019. године на каналу Суперстар ТВ. Серија прати познату личност Андрију Милошевића (истоимени глумац), који се суочава са свакодневним проблемима, заједно са својом породицом.

## Радња
У серији Андрија Милошевић је Андрија Милошевић — фиктивни лик и телевизијска звезда, познати комичар, а и обичан и породичан човек који се бори са свакодневним проблемима и изазовима, баш као и сви — од захтевне мајке преко неснађених пријатеља и деце које брину школске бриге па све до насилних суграђана и грешака у систему.
Условљен својим тврдоглавим карактером, Андрија упада у чудне, комичне ситуације и увек покушава да истера неку своју правду, да ствари докаже, да их исправи.

## Глумачка подела
| Андрија Милошевић    | он               |
| Александра Томић     | Ана Милошевић    |
| Мања Алексић         | Саша Милошевић   |
| Александар Освалд    | Веља Милошевић   |
| Мирјана Карановић    | Дубравка         |
| Александар Срећковић | Виктор Милошевић |
| Дамјан Кецојевић     | Дуле             |

| Зорана Бећић         | Наташа                              |
| Ивана Поповић        | Дулетова девојка-Милена             |
| Урош Јовчић          | продавац електричних уређаја        |
| Маја Лукић           | продавачица електричних уређаја     |
| Владан Дујовић       | Жика                                |
| Владан Милић         | Ранко                               |
| Бранислав Зеремски   | човек у супермаркету                |
| Кристина Јевтић      | згодна девојка                      |
| Маја Шаренац         | спремачица                          |
| Анђела Јовановић     | студенткиња                         |
| Милица Трифуновић    | организаторка у позоришту           |
| Тијана Марковић      | радница на шалтеру                  |
| Предраг Васић        | Максим                              |
| Јасмина Вечански     | Максимова мајка                     |
| Катица Жели          | пензионери у позоришту              |
| Угљеша Вујовић       | пензионери у позоришту              |
| Бора Божовић         | пензионери у позоришту              |
| Владан Јаковљевић    | пролазник на тениским теренима      |
| Игор Камберовић      | Андријини фанови                    |
| Миљан Ракочевић      | Андријини фанови                    |
| Соња Колачарић       | Исидора                             |
| Марко Гиздавић       | силеџија на паркингу / Тарин тата   |
| Дејана Гајдаш        | учитељица                           |
| Сава Ивановић        | дечак на приредби                   |
| Сташа Лаковић        | девојчица на приредби               |
| Анастасије Штогрен   | Јоца                                |
| Вања Милачић         | Јоцина мама                         |
| Милош Ђорђевић       | Јоцин тата                          |
| Ана Мандић           | продавачица у суши ресторану        |
| Тома Трифуновић      | ујка Миливоје                       |
| Добрила Ћирковић     | тетка Јелисавета                    |
| Драгана Ђукић        | Миливојева ћерка                    |
| Владислава Ђорђевић  | комшиница                           |
| Александар Лазић     | свештеник                           |
| Анђелика Симић       | медицинска сестра у старачком дому  |
| Никола Јовић         | болничар                            |
| Зоран Крњајић        | Рајко                               |
| Иван Ђорђевић        | Миланче                             |
| Јелена Ракочевић     | Теа                                 |
| Дуња Стојановић      | Клинка                              |
| Ненад Хераковић      | Андријин брат                       |
| Лазар Ђукић          | породица из фантазије               |
| Јелена Пузић         | породица из фантазије               |
| Барбара Брадач       | породица из фантазије               |
| Аљоша Петраш         | породица из фантазије               |
| Ивана В. Јовановић   | психолог                            |
| Тања Пјевац          | медицинска сестра                   |
| Иван Зекић           | терапеут                            |
| Зорана Пејић         | медицинска сестра 2                 |
| Драган Илић          | комичар                             |
| Јана Милосављевић    | проститутке                         |
| Мирјана Ђуричић      | проститутке                         |
| Мина Обрадовић       | проститутке                         |
| Миња Филиповић       | пролазница                          |
| Бранко Цвејић        | господин Симић                      |
| Светлана Бојковић    | госпођа Симић                       |
| Бојан Димитријевић   | сликар Коста                        |
| Исидора Грађанин     | згодна девојка на паркингу          |
| Катарина Жутић       | Стоја                               |
| Ивона Божовић        | Тара                                |
| Марко Јањић          | Андријин отац у прошлости           |
| Миња Пековић         | Андријина мајка у прошлости         |
| Симеон Чиврић        | мали Андрија                        |
| Стефан Сандев        | мали Виктор                         |
| Андреј Матејић       | мали Дуле                           |
| Христина Освалд      | Сашине другарице                    |
| Лана Степановић      | Сашине другарице                    |
| Стефан Стојановић    | пролазник испред позоришта          |
| Гордана Јовић        | госпођа Петровић                    |
| Милена Николић       | новинарка                           |
| Милош Анђелковић     | водитељ Славко                      |
| Силвана Митровић     | учесници у анкети                   |
| Марко Марковић       | учесници у анкети                   |
| Милан Мијушковић     | учесници у анкети                   |
| Живана Шапоња Илић   | новинарка                           |
| Игор Турчиновић      | колумниста                          |
| Јована Стипић        | продавачица у бутику                |
| Бора Ненић           | мајстор                             |
| Матија Живковић      | продавац у бутику                   |
| Никола Малбаша       | глумац                              |
| Владимир Максимовић  | испоручилац машине                  |
| Бојан Лазаров        | Рале                                |
| Марко Марковић       | продавац камп опреме                |
| Јасна Ђуричић        | Анина мајка                         |
| Александар Алач      | Анин отац                           |
| Андријана Оливерић   | Анина сестра                        |
| Борис Миливојевић    | Дарко                               |
| Олег Дамњановић      | Андријин брат у прошлости           |
| Михајло Јовановић    | тренер                              |
| Игор Дамњановић      | Михаило                             |
| Вук Харди            | Михаилов син                        |
| Софија Јуричан       | згодна мама                         |
| Ненад Станојевић     | полицајац                           |
| Слободан Тешић       | сељак                               |
| Александар Чупковић  | старији Веља                        |
| Милорад Радевић      | рецепционар                         |
| Нинослав Ћулум       | собар                               |
| Игор Филиповић       | гост у хотелу                       |
| Хелена Савић         | девојчица у хотелу                  |
| Татјана Венчеловски  | директорка хотела                   |
| Никола Михајловић    | таксиста                            |
| Јана Михаиловић      | Јеца                                |
| Бојана Ђурашковић    | Маца                                |
| Александар Марковић  | продавац санитарија                 |
| Снежана Војиновић    | брачни пар у продавници санитарија  |
| Војислав Луковић     | брачни пар у продавници санитарија  |
| Сузана Петричевић    | спремачица                          |
| Миа Пајчин           | спремачицина ћерка                  |
| Ненад Ненадовић      | лекар опште праксе                  |
| Милош Самолов        | уролог                              |
| Владислав Михајловић | конобар                             |
| Бата Караџић         | гост у ресторану                    |
| Милан Калинић        | Андријини пријатељи на комеморацији |
| Огњен Јанковић       | Андријини пријатељи на комеморацији |
| Гордана Бјелица      | Славица                             |
| Змај Огњени Чулић    | Сашин друг Видак                    |
| Богдан Прашчевић     | продавац                            |
| Ана Франић           | Викторова љубавница                 |
| Јован Лоле Савић     | муж Викторове љубавнице             |
| Бошко Чукић          | бајкери                             |
| Јован Грујић         | бајкери                             |
| Мариана Лекић        | девојчица из прошлости              |
| Младен Совиљ         | позоришни редитељ                   |
| Јелена Ступљанин     | глумица                             |
| Милорад Милинковић   | режисер рекламе                     |
| Јово Максић          | мајстор                             |
| Саша Торлаковић      | господин Кастратовић                |
| Теодора Бјелица      | секретарица                         |
| Боба Латиновић       | касирка у продавници                |
| Бранко Јеринић       | електричар                          |
| Ђорђе Бубања         | помоћник електричара                |
| Ђорђе Митровић       | радници на градилишту               |
| Милорад Макрагић     | радници на градилишту               |
| Јован Трбић          | радници на градилишту               |
| Верољуб Јефтић       | судија                              |
| Драган Вујадиновић   | адвокат                             |
| Маја Шиповац         | гошћа у хотелу                      |
| Богдан Радосављевић  | конобар у хотелском ресторану       |
| Владимир Влајић      | момак у ресторану                   |
| Миленко Петровић     | старији човек у ресторану           |
| Сања Лиманџин        | пар у ресторану                     |
| Иван Јурић           | пар у ресторану                     |
| Ненад Јездић         | Бошко                               |
| Ваја Дујовић         | Јована                              |
| Оливера Карагуновић  | касирка                             |
| Никола Булатовић     | Дулетов колега                      |
| Бојана Стефановић    | родитељи                            |
| Владимир Јоцовић     | родитељи                            |
| Раде Николић         | родитељи                            |
| Маша Ђорђевић        | бебиситерка                         |
| Срђан Тимаров        | Милена                              |
| Лана Љубојевић       | Сашина другарица                    |
| Нина Нешковић        | Маја                                |
| Горан Шушљик         | Филип                               |
| Ирфан Менсур         | Томислав                            |
| Свјетлана Кнежевић   | Соња                                |
| Милан Јовановић      | пролазник                           |
| Даница Радуловић     | медицинска сестра у дому здравља    |
| Раде Пребирачевић    | човек у дому здравља                |
| Александар Кнежевић  | болесни старац у дому здравља       |
| Милица Јаневски      | медицинска сестра у болници         |
| Стеван Грбић         | пацијент у ходнику болнице          |
| Дејан Берђан         | доктор у болници                    |
| Милош Влалукин       | Милан Кондић, конобар               |
| Бојан Хлишћ          | човек у тоалету ресторана           |
| Љубомир Николић      | насилници у парку                   |
| Радован Цигановић    | насилници у парку                   |
| Данило Дакић         | насилници у парку                   |
| Мима Караџић         | Мима                                |